# Musée d'Art Populaire à Constanța
Le musée d'art populaire est un musée départemental de Constanța en Roumanie. 

## Historique
En 1975, la collection d'art populaire a été créée au sein du musée d'art de Constanța et, en 1980, elle a acquis le statut de section. À partir de 1985, il y a une orientation des achats vers d'autres zones ethnographiques du pays. Depuis 1990, c'est une institution dotée de la personnalité juridique. L'exposition de base comprend tous les genres d'art populaire répartis par zones ethnographiques, le musée ayant un caractère national. Le bâtiment du musée date de 1893 et c'est un monument architectural. C'était à l'origine l'hôtel de villa, puis le bureau de poste. 
Il a été restauré en 1973, 1978, 1989. Les collections d'art populaire de toutes les régions du pays comprennent : céramiques, icônes sur bois et verre, métal, vêtements folkloriques, écorces, tissus, textiles, ornements. Les objets à usage domestique en céramique, bois, métal se caractérisent par une grande richesse typologique. Les tissus d'intérieur - lingettes, nappes, draps, linge de lit, tapis, murs, taies d'oreiller (coton, bourrache et laine) - sont d'une grande richesse ornementale. Les paillassons de 4 m de long font partie intégrante des intérieurs de campagne anciens. Des motifs floraux, végétaux, zoomorphes, anthropomorphes, alternant avec des rayures de différentes largeurs, créent des compositions ornementales spécifiques. Les tissus de laine pour la décoration ou le ménage ont la composition ornementale basée sur l'alternance de fils, avec des motifs géométriques choisis, répartis uniformément et en continu.
Le bâtiment du musée est déclaré monument historique, avec le code CT-II-m-A-02850. Le bâtiment du musée date de 1893 et c'est un monument architectural. C'était à l'origine l'hôtel de ville, puis le bureau de poste. Il a été restauré en 1973, 1978, 1989.